# ウィークデーナイトは遊ばないと!
『ウィークデーナイトは遊ばないと!!』（ウィークデーナイトはあそばないと）は、2005年10月3日から2007年3月26日まで北海道放送運営のHBCラジオで放送されていたバラエティ番組である。
放送開始から半年間はウィークデー（平日）の帯番組として放送されていたが、2006年春の改編をもって月曜のみの放送に縮小した。また、帯番組時代には土曜の同じ時間帯に『鎌ちゃん・るみちゃんのサタデーナイトも遊ばないと!!』という関連番組が放送されていたが、これも2006年春の改編とともに終了した。

## ウィークデーナイトは遊ばないと!!

### 放送時間
- 月曜 - 金曜 19:00 - 20:00 （2005年10月 - 2006年3月）
- 月曜 19:00 - 20:00 （2006年4月 - 2006年9月）
- 月曜 19:00 - 20:30 （2006年10月 - 2007年3月）

### 出演者
中継レポーターはナイターオフの時期のみに出演。

#### パーソナリティ
- 内藤克
- 小橋アキ - 帯番組時代には月曜・火曜・水曜を担当していた。番組の規模縮小後にも引き続き出演。
- 斉藤こずゑ - 木曜・金曜を担当していたが、番組の規模縮小に伴って降板した。その後は『いつも心に歌謡曲』と『ファイターズDEナイト!』を担当していたが、最終回にて再登場を果たした[1]。
- 海香子 - 「ミラクル海香子」のコーナーを担当。

#### 中継レポーター
- 大森俊治（2005年10月 - 2006年3月）
- 川井"J"竜輔（2006年10月 - 2007年3月）

## 鎌ちゃん・るみちゃんのサタデーナイトも遊ばないと!!

### 放送時間
- 土曜 19:00 - 20:00 （2005年10月 - 2006年4月）

### 出演者
- 鎌田強
- 深田るみ子